# Newbuild
Albums de 808 State
Newbuild
(1988) Quadrastate
(1989)
Newbuild est le premier album des 808 State, caractérisé par un son acid house prononcé et cité comme influence par Aphex Twin et Autechre.

## Titres
| No | Titre                     | Durée |
| -- | ------------------------- | ----- |
| 1. | Sync/Swim                 | 6:20  |
| 2. | Flow Coma                 | 6:01  |
| 3. | Dr. Lowfruit (4 A.M. Mix) | 7:36  |
| 4. | Headhunters               | 5:02  |
| 5. | Narcossa                  | 5:17  |
| 6. | E Talk                    | 4:01  |
| 7. | Compulsion                | 5:22  |